# Giulio Aleni

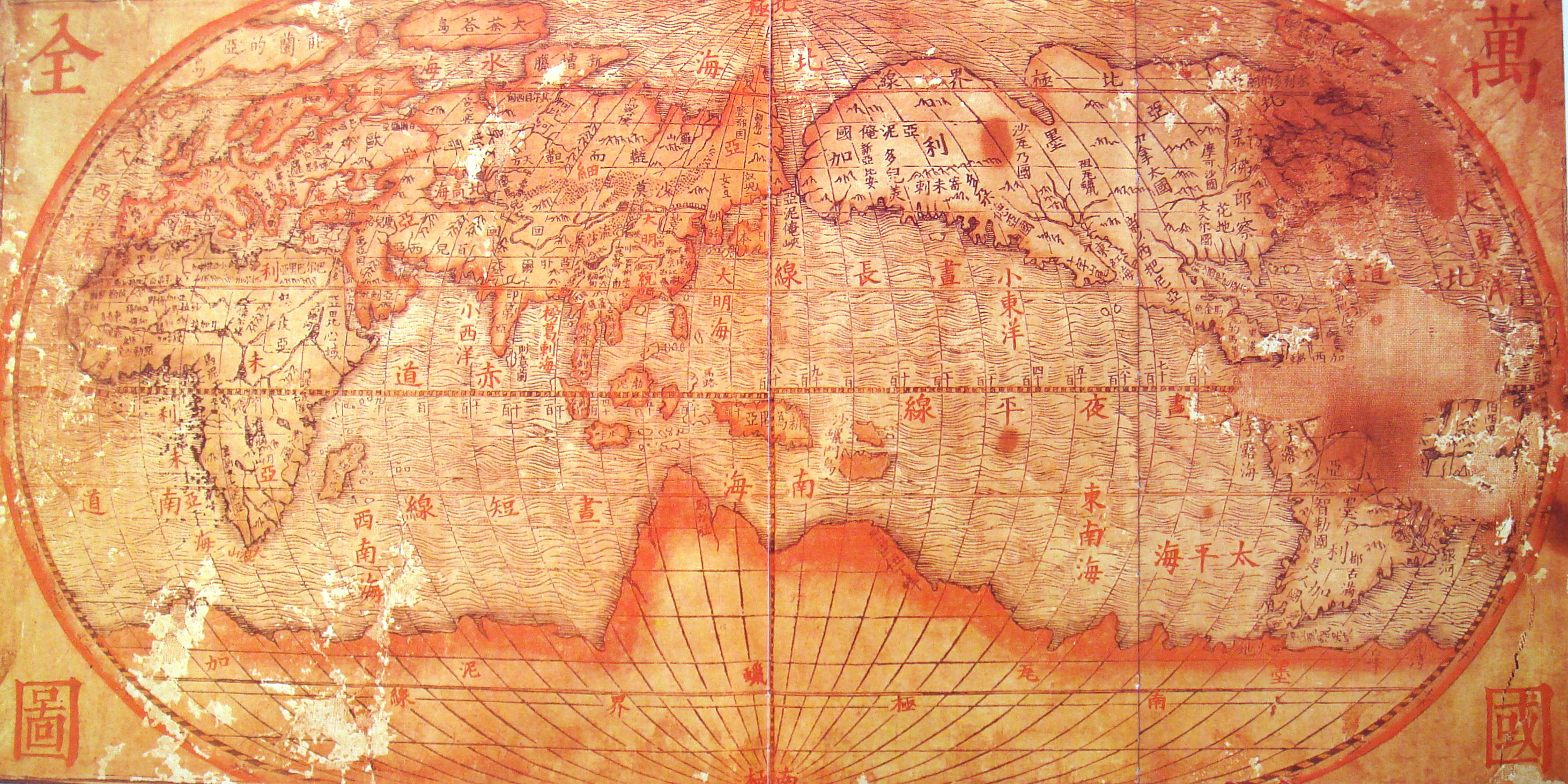
Wanguo Quantu (萬國全圖, Mapa completo de todos los países), publicado por Aleni, con China en el centro del mundo.

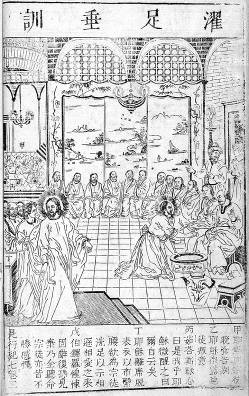
Imágenes de la vida de Nuestro Señor Jesucristo, adaptación de las Evangelicae historiae imagines de Jerónimo Nadal, 1637-1639.

Giulio Aleni (Brescia, 1582-Yanping, China, 10 de junio de 1649) fue un misionero jesuita en China, autor de numerosas obras de diversas materias escritas en lengua china.

## Biografía
Nacido en Brescia, en ese momento perteneciente a la República de Venecia, en el seno de una familia de la baja nobleza, ingresó en la Sociedad de Jesús en noviembre de 1600 y se ordenó sacerdote en 1608 tras estudiar filosofía, geografía y astronomía en las universidades de Parma y Bolonia, y teología en el Collegio Romano.
En marzo de 1609 partió hacia el extremo oriente, vía Portugal. Embarcado en el navío “Nossa Senhora da Piedade”, arribó a Goa a finales de 1610 y a Macao, enclave portugués, en enero de 1611. En Macao estudió la lengua china, que llegó a dominar con perfección, al tiempo que enseñaba matemáticas en el colegio que allí tenían los jesuitas. Todavía en Macao presenció un eclipse de Luna, publicando sus observaciones con el título Résultat de l'observation sur l'éclipse de lune du 8 Novembre, 1612, faite a Macao (Mémoires de l'Acad. des Sciences, VII). 
Completada esta etapa de formación, en 1613 pasó a China con otros compañeros jesuitas. De Pekín se trasladó a Kaifeng, donde entró en contacto con los últimos miembros de la comunidad judía gracias a sus cocimientos del hebreo. Trabajó luego en las misiones de Nankín y en Shanghái. Durante la persecución contra los cristianos desencadenada en 1616-1617, encontró refugio en la casa de un conocido erudito cristiano, Michael Yang Tingyun (1557-1627) en Hangzhou, con quien perfeccionó sus conocimientos de la literatura china. En 1625 fundó la misión de Fujian. En 1639 fue expulsado a Macao y en 1641 nombrado vice-provincial de las misiones jesuíticas en China. La conquista de China por los manchúes sorprendió a Aleni en Yamping, en la provincia de Fujían, donde como otros misioneros del sur de China dio su apoyo al pretendiente Ming, en contraste con los jesuitas de Pekín, defensores de la nueva dinastía.
Su conocimiento de la lengua y cultura de China, que adoptó en su vestuario, le permitió relacionarse con intelectuales chinos y escribir algunos tratados de diversas materias, además de dibujar un raro planisferio llamado Wan-kuo ch`uan-t`u (mapa de todas las naciones), basado en el de Mateo Ricci, al que enmendaba, situando a China en el centro del mundo. Fue también autor de más de veinte libros escritos en chino de teología, geografía, cosmografía, matemáticas e historia, incluida una biografía de Mateo Ricci. Para ayudarse en la predicación editó Tianzhu jiangsheng chuxiang jingjie, una Vida y pasión de Nuestro Señor Jesucristo, ilustrada con estampas inspiradas en las imágenes de los Evangelicae historiae imagines de Jerónimo Nadal, grabados de los hermanos Johan y Hieronymus Wierix sobre dibujos de Bernardino Passeri.